# NGC 4051
NGC 4051 is een balkspiraalstelsel in het sterrenbeeld Grote Beer. Het hemelobject werd op 6 februari 1788 ontdekt door de Duits-Britse astronoom William Herschel. In het centrum van het sterrenstelsel bevindt zich een zwart gat.

## Synoniemen
- UGC 7030
- MCG 8-22-59
- ZWG 243.38
- IRAS 12005+4448
- PGC 38068

## Afbeeldingen

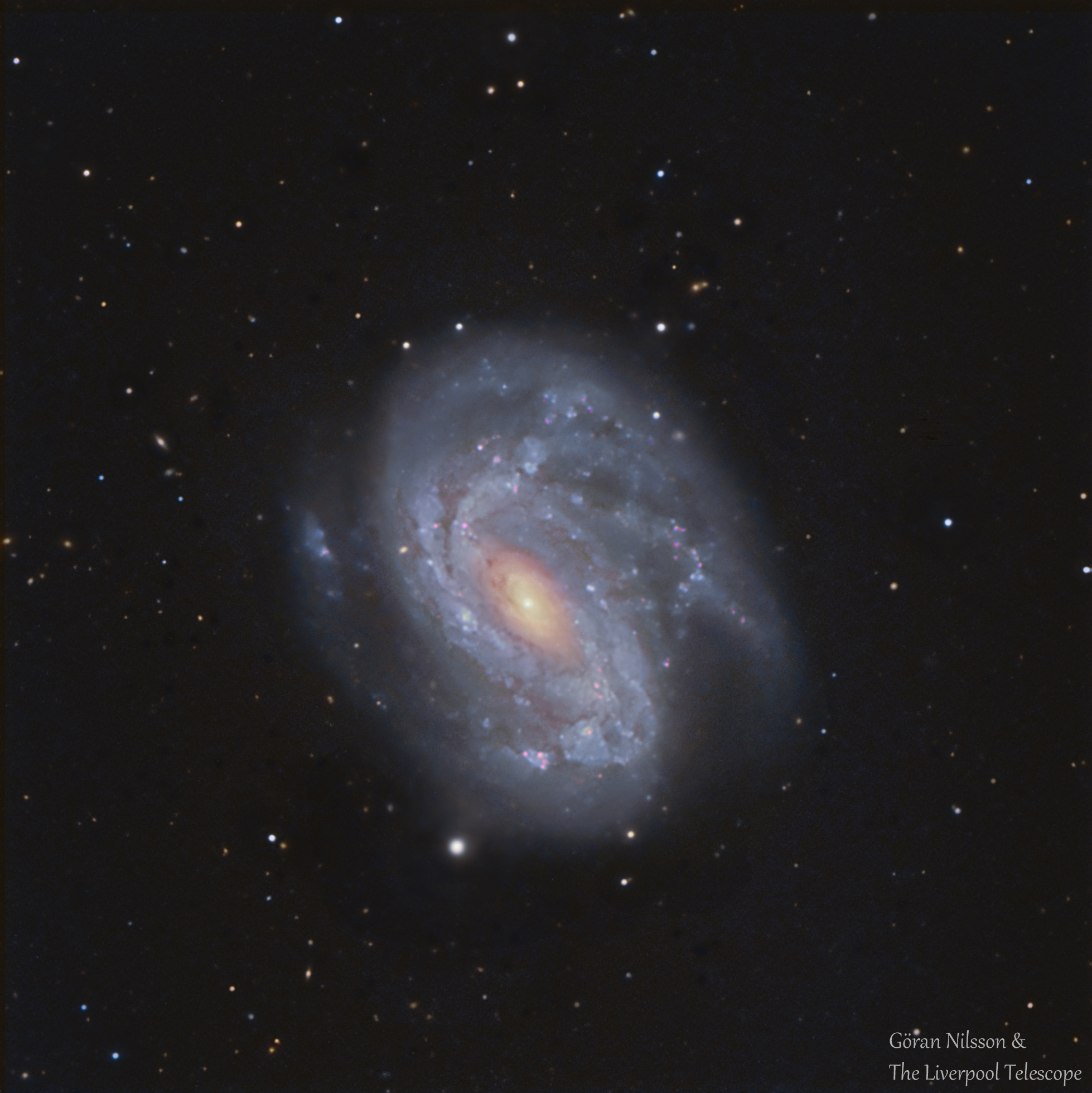
RGB afbeelding van het sterrenstelsel NGC 4051 genomen door de Liverpool Telescoop op Aarde
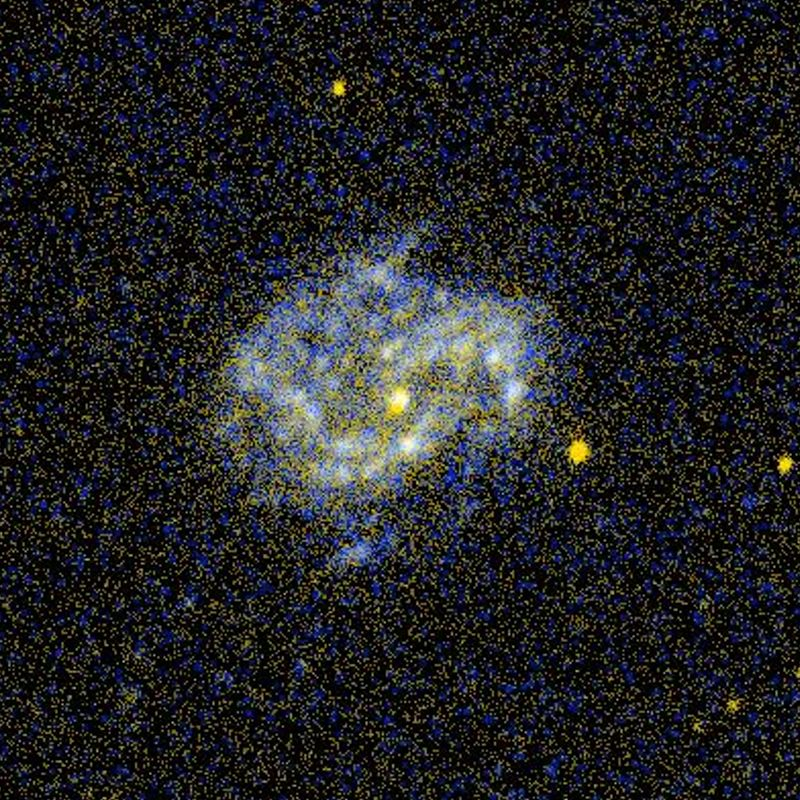
NGC 4051 afbeelding door de ruimtetelescoop GALEX